# Fotogrammi d'argento 2005
La 55ª edizione dei Fotogrammi d'argento, assegnati dalla rivista spagnola di cinema Fotogramas, si è svolta il 7 marzo 2005.

## Premi e candidature

### Miglior film spagnolo
- Mare dentro (Mar adentro), regia di Alejandro Amenábar

### Miglior film straniero
- Lost in Translation - L'amore tradotto (Lost in Translation), regia di Sofia Coppola  ·   Stati Uniti

### Fotogrammi d'onore
- Julieta Serrano

### Miglior attrice cinematografica
- Belén Rueda - Mare dentro (Mar adentro)
- Ana Belén - Cosas que hacen que la vida valga la pena
- Pilar Bardem - Maria, querida

### Miglior attore cinematografico
- Javier Bardem - Mare dentro (Mar adentro)
- Eduardo Noriega - El Lobo
- Guillermo Toledo - Crimen perfecto - Finché morte non li separi (Crimen ferpecto)

### Miglior attrice televisiva
- Carmen Machi - 7 vidas
- Malena Alterio - Aqui no hay quien viva
- Patricia Vico - Hospital Central

### Miglior attore televisivo
- Fernando Tejero - Aqui no hay quien viva
- Luis Merlo - Aqui no hay quien viva
- Santi Millán - 7 vidas

### Miglior attrice teatrale
- Lola Herrera - Cinco horas con Mario
- Núria Espert - La Celestina
- Lucia Jimenez - El otro lado de la cama

### Miglior attore teatrale
- Josep Maria Pou - El rey Lear
- Hector Alterio - Yo, Claudio
- Carmelo Gómez - La cena